# Aruba na Letnich Igrzyskach Olimpijskich 1992
Arubę na Letnich Igrzyskach Olimpijskich 1992 reprezentowało 5 zawodników, 4 mężczyzn i jedna kobieta.

## Kolarstwo
- Lucien Dirksz - kolarstwo szosowe, wyścig ze startu wspólnego - nie ukończył
- Gerard van Vliet - kolarstwo szosowe, wyścig ze startu wspólnego - nie ukończył

## Lekkoatletyka
- Kim Reynierse - maraton mężczyzn - 53. miejsce
- Lia Melis - maraton kobiet - nie ukończyła

## Żeglarstwo
- Roger Jurriens - windsurfer - 37. miejsce